# 安德森維爾 (喬治亞州)
安德森維爾（英語：Andersonville）是一個位於美國喬治亞州薩姆特縣的城市。

## 地理
安德森維爾的座標為32°11′49″N 84°08′30″W / 32.19694°N 84.14167°W，而該地的平均海拔高度為121米（即397英尺）。

## 人口
根據2010年美國人口普查的數據，安德森維爾的面積為3.40平方千米，當中陸地面積為3.40平方千米，而水域面積為0.00平方千米。當地共有人口255人，而人口密度為每平方千米75人。